# Parafia św. Józefa Oblubieńca w Gorzędowie
Parafia św. Józefa Oblubieńca w Gorzędowie – parafia rzymskokatolicka, znajdująca się w archidiecezji częstochowskiej, w dekanacie Gorzkowice.